# Grand Prix automobile de Bari
Le Grand Prix automobile de Bari, est une course automobile créée en 1947 et disparue en 1956. Elle se déroulait sur un circuit urbain, dans les rues de Bari. Au cours de son existence, le Grand Prix de Bari est disputé selon les règles des Grands Prix d'avant-guerre, de la Formule 1 (hors-championnat), de la Formule 2 et des voitures de sport.

## Palmarès
| Année | Vainqueur             | Voiture    | Circuit   | Règles     | Résultats |
| ----- | --------------------- | ---------- | --------- | ---------- | --------- |
| 1947  | Achille Varzi         | Alfa Romeo | Bari      | Grand Prix | Résultats |
| 1948  | Chico Landi           | Ferrari    | Bari      | Formule 2  | Résultats |
| 1949  | Alberto Ascari        | Ferrari    | Bari      | Formule 2  | Résultats |
| 1950  | Giuseppe Farina       | Alfa Romeo | Bari      | Formule 1  | Résultats |
| 1951  | Juan Manuel Fangio    | Alfa Romeo | Bari      | Formule 1  | Résultats |
| 1952  | Chico Landi           | Ferrari    | Bari      | Sport      | Résultats |
| 1953  | Non couru             | Non couru  | Non couru | Non couru  | Non couru |
| 1954  | José Froilán González | Ferrari    | Bari      | Formule 1  | Résultats |
| 1955  | Cesare Perdisa        | Maserati   | Bari      | Sport      | Résultats |
| 1956  | Stirling Moss         | Maserati   | Bari      | Sport      | Résultats |